# 如果這世界貓消失了
《如果這世界貓消失了》為日本作家川村元氣創作的小説。原著最初於LINE連載，2012年10月25日出版單行本。2013年獲得本屋大賞提名，最終獲得第8名。2013年7月20日改編為廣播劇。2014年9月18日由小學館出版文庫版，並計畫改編為電影。同名電影於2016年5月14日於日本上映，由東寶發行。

## 故事概要
一個30歲的男子在母親過世後獨自與一隻小貓相依為命。某日赴醫院檢查時，得知自己的腦中有惡性腫瘤，深受打擊的他，每日生活如同行屍走肉。某日一個長得跟他一模一樣自稱「惡魔」的人出現在男子面前，向男子表示只要他讓世界上的一件東西消失，男子就能多活一天。
惡魔一開始選擇了電話，於是男主角在能使用電話的最後一天打電話給前女友，由於他們曾經是因為電話相識相戀，所以在約會的最後當女主角說其實他不希望電話消失的時候，男主角跟女主角坦承自己得到腦瘤即將死亡。
接著，當晚在坐電車的時候惡魔再次現身，收走了電話，也抹除了跟女主角之間的過去；惡魔再次提出讓電影消失換取多一天生命的條件。男主角會一起在校期間跟達也的相遇，就是因為討論著電影地下社會的關係，那天之後達也就會時不時拿一部電影給主角，達也告訴主角：電影是無限的，所以我們的關係會一直繼續下去。於是主角去問了達也是前一定要看的最後一部電影，希望達也可以幫他選擇，但是達也說：「世界上並不存在最後一部電影」
在禁不住主角的要求下，達也還是努力的找尋電影，此刻男主角跟再次現身的惡魔問是不是可以不要讓電影消失，但是已經來不及了，而達也也變成了書店老闆，而男女主角曾經在阿根廷的美好回憶與旅行的朋友湯姆意外過世的事件也全部消滅。回憶中女主角在瀑布的景觀橋上問了男主角一個關鍵問題：「如果我死了，有人會為我流淚嗎？還是明天世界依舊不變呢？」
惡魔再次提醒男主角自己的生命是最重要的並開出最後一個條件：讓貓咪在這世界上消失吧。某天夜晚，男主角抱著他貓想起小時候撿回來的流浪貓萵苣，還有已過世對貓敏感的媽媽，而在大雨的夜裡，當男主角以為萵苣消失而到處尋找無望的最後，於家中的信箱上看到萵苣與媽媽的遺書，媽媽告訴男主角其實死前他想了很多想要做的事情，但是很多事情都沒有辦法做了，所以決定告訴男主角他的優點。
看完信後的男主角在海邊跟惡魔道謝，告訴他因為他的關係知道世界其實還有很多好事，雖然自己很怕死，但是不能讓貓咪消失，其實惡魔就是他心裡面的另一個自己，無法接受死亡的自己。隔天清晨，一切恢復了原樣，男主角寫起了遺書，並出發寄給了爸爸，在女主角家門跟女主角相擁告別，從達也那邊得到了最後一部電影《海上鋼琴師》，最後帶著萵苣踏上回家的路。

## 書籍

### 小説
- 《如果這世界貓消失了》（川村元氣著，Magazine House，2012年10月25日[5]） ISBN 9784838725021
- 《如果這世界貓消失了》（川村元氣著，小學館文庫，2014年9月18日） ISBN 9784094060867
- 《如果這世界貓消失了》（川村元氣著，小學館Junior文庫，2016年4月20日）ISBN 9784092308466

### 漫畫
川村元氣（原作），雪野下彩世（作畫）《如果這世界貓消失了》 白泉社花與夢漫畫，全4集
- 2014年6月20日發行，ISBN 9784592213611
- 2015年7月17日發行，ISBN 9784592213628
- 2016年2月19日發行，ISBN 9784592213635
- 2016年4月20日發行，ISBN 9784592213642

### 小説台灣中文版
- 《如果這世界貓消失了》（川村元氣著，王蘊潔譯，春天出版，2014年11月14日） ISBN 9789865706449
- 《如果這世界貓消失了【電影上映紀念 限定愛藏版】》（川村元氣著，王蘊潔譯，春天出版，2016年8月8日） ISBN 9789865607609

## 電影
2016年5月14日於日本上映，由岡田惠和編劇、永井聰執導， 佐藤健主演，東寶電影公司發行。
2014年10月8日於北海道函館市開拍，並於小樽市、室蘭市、東京都内拍攝，另外於阿根廷首都布宜諾斯艾利斯拍攝外景，2014年11月22日於世界三大瀑布之一的巴西伊瓜蘇瀑布拍攝外景。

### 登場人物
- 我／惡魔 ：佐藤健（分飾兩角）[10]
- 女朋友：宮崎葵
- 蔦屋：濱田岳
- 其他演員：奥野瑛太、石井杏奈、奥田瑛二、原田美枝子
- 高麗菜：帕普（貓咪）[11]

### 製作團隊
- 原作：川村元氣「如果這世界貓消失了」
- 導演：永井聰
- 劇本：岡田惠和
- 音樂：小林武史
- 主題歌：HARUHI「應變」（日本索尼音樂）[12][13]
- 製作：市川南
- 共同製作：岩田天植、久保雅一、畠中達郎、石川康晴、鐵尾周一、坂本健、水野道訓、高橋誠、宮本直人、吉川英作
- 執行製作：山内章弘
- 製作：春名慶、澁澤匡哉
- 製作統籌：佐藤毅
- 總製作人：鈴木嘉弘
- 攝影：阿藤正一
- 燈光：高倉進
- 錄音：郡弘道
- 音響效果：齋藤昌利
- 美術：杉本亮
- 裝飾：渡邊大智
- 編審：今井剛
- 場記：工藤瑞穗
- 視覺效果：神田剛志
- 造型：伊賀大介
- 服裝：荒木里江
- 髮型：荒井智美
- 責任製作：藤原惠美子
- 助理導演：藤江儀全
- 角色構成：田端利江
- 音樂製作：北原京子
- 發行：東寶
- 製作公司：東寶電影
- 制作協助：Dragonfly
- 製作：電影「如果這世界貓消失了」製作委員會（東寶、博報堂DY控股公司、小學館、Amuse、STRIPE INTERNATIONAL、Magazine House、LAWSON HMV Entertainment、日本索尼音樂、KDDI、GYAO!、日本出版販賣）

### 相關商品

#### 書籍
- 「如果這世界貓消失了」寫真書（2016年4月21日發行、小學館）[14] ISBN 9784091032362
- 「如果這世界貓消失了」[15]電影「如果這世界貓消失了」高麗菜的故事（2016年3月16日發行，小學館Junior文庫，著／涌井學） ISBN 9784092308619
- 「如果這世界貓消失了」[16]電影「如果這世界貓消失了」高麗菜的故事（2016年5月7日發行，小學館文庫 ePub，著／涌井學） ISBN 9784094062878

## 朗讀劇
朗讀劇於2022年6月上演，在Vimeo設有網上現場直播。

## 外部連結
- 互联网电影数据库（IMDb）上《當這地球沒有貓》的资料（英文）
- 朗讀劇《如果這世界貓消失了》的X（前Twitter）（日語）